# La calandria (film 1972)
La calandria è un film del 1972 diretto da Pasquale Festa Campanile, basato sulla cinquecentesca commedia omonima in cinque atti del cardinale Bernardo Dovizi da Bibbiena.

## Trama

Lidio "madonna Aurora" e Fulvia

Il virile e superdotato Lidio viene scoperto dal duca Ferruccio nella camera di sua moglie Lucrezia, e messo alla gogna. Durante la punizione scommette con lo stesso duca di riuscire a sedurre Fulvia, la giovane sposa dell'anziano benestante Calandro, nel tempo di un mese, al costo dei suoi genitali. È esiliato nel contempo dalla città proprio per trenta giorni, per cui si traveste da dama di corte e riesce a entrare nella casa di Calandro, venendo assunto per insegnare a Fulvia l'arte di sedurre il vecchio marito, impotente, e poter così procreare. Riesce a portare a letto la sposa e anche la domestica. Calandro, però, s'innamora della finta dama di compagnia e fa di tutto per sedurla. Per ingannare il vecchio e non essere cacciato di casa, Lidio decide di stare al gioco, fingendo di amare Calandro. 
 Quest'ultimo, travestitosi da donna e con la convinzione di risultare invisibile grazie all'aiuto dell'alchimista Ruffo, incontra Lidio di nascosto. Fulvia fa finta di scoprire la relazione segreta di suo marito e improvvisa una scenata nella quale Calandro viene malmenato dai due. Nella fuga, Calandro viene assalito da due ubriachi che lo seviziano; Lidio e il corrotto alchimista gli fanno credere di essere rimasto incinto. Lidio viene però imprigionato da Ferruccio dopo un brutale scherzo e appeso per i testicoli in punta di piedi; sfinito, Lidio cede alla fatica e viene castrato; infine, è costretto a esibirsi nell'unica cosa che gli riesce bene: cantare nel coro di voci bianche della chiesa.

## Produzione

### Luoghi delle riprese
Gli esterni vennero girati in provincia di Siena: molte scene nella centrale Piazza Pio II di Pienza, mentre il palazzo abitato da Calandro è l'adiacente Casa dei Canonici; il luogo in cui abita Ruffo è la fortezza di Montalcino del XIV secolo.

### Censura
I tagli effettuati per volere della commissione di revisione riguardarono:
- Durante la scena di Lidio alla gogna venne eliminata la battuta "per sonagli intendevi i tuoi coglioni?", tagliandone la scena per 2,50 metri di pellicola;
- Durante la scena tra Nanna e Fulvia, venne apportato un taglio di 3,70 metri che inizia dopo la battuta di Fulvia "i sonagli" fino alla battuta di Nanna "una menatina ogni tanto" esclusa.

Il film ottenne il nulla-osta alla proiezione col divieto di visione ai minori di 14 anni. Tale limitazione è stata rimossa nel 2009; durante questa revisione sono stati eliminati 38 secondi in cui venivano utilizzati degli animali.

## Distribuzione
Venne distribuito nei cinema italiani nel dicembre del 1972.

## Critica
(Piero Perona, La Stampa, 23 dicembre 1972)
(Pietro Bianchi, Il Giorno, 4 gennaio 1973)